# Азиаго
Азиа̀го (на италиански: Asiago; на венециански: Axiago, Азиаго, на немски: Schlägen, Шлеген, на местен диалект: Slege, Злегъ) е градче и община в Северна Италия, провинция Виченца, регион Венето. Разположено е на 100 m надморска височина. Населението на общината е 6426 души (към 2015 г.).